# Да здравствует Мексика!
«Да здравствует Мексика!» (исп. ¡Que viva México!) — неоконченный фильм Сергея Эйзенштейна, работа над которым шла в 1931—1932 гг. Почётная золотая премия Московского международного кинофестиваля 1979 года.

## Предыстория
Осенью 1929 года группа советских кинематографистов во главе с Эйзенштейном выехала в Голливуд, где они должны были ознакомиться с техникой звукового кино и поставить фильм для компании Paramount Pictures. Однако Эйзенштейн и продюсеры Paramount не пришли к соглашению о сценарии.
В это время американские и мексиканские друзья, в том числе Диего Ривера и Давид Сикейрос, писатели Теодор Драйзер и Эптон Синклер, предложили группе Эйзенштейна интересную идею и финансирование. Идея была в том, чтобы снять полнометражный фильм о жизни Мексики. Финансовую сторону в основном взяло на себя семейство Синклер. Всего собрали 25 тыс. долларов. В группе были Эдуард Тиссэ и Григорий Александров.
Фильм был задуман как широкое полотно о жизни Мексики, показанной в разные эпохи, при различном социальном строе. Картина получила название «Да здравствует Мексика!».
Эйзенштейн формулировал идею фильма так: «Que viva Mexico! — это история смен культуры, данная не по вертикали — в годах и столетиях, а по горизонтали — в порядке географического сожительства разнообразнейших стадий культуры рядом, чем так удивительна Мексика, знающая провинции господства матриархата (Техуантепек) рядом с провинциями почти достигнутого в революции десятых годов коммунизма (Юкатан, программа Сапаты и т. д.).»

## Сюжет
Сюжет этого фильма необычен.
Зерно его составляют четыре новеллы в оправе пролога и эпилога, единые по сути своей и по духу.
Разные по содержанию.
Разные по месту действия.
В них разные пейзажи, люди, обычаи.
Контрастные по ритму и форме, в целом они составляют огромный, многокрасочный фильм-симфонию о Мексике.
Музыкальный фон фильма — шесть мексиканских народных песен, но новеллы сами по себе — тоже песни, легенды, сказки, собранные в разных частях Мексики и сведенные здесь воедино.
В первоначальном виде фильм состоял из двух игровых новелл «Сандунга» и «Магей» и трех эпизодов, «обрамляющих» новеллы, — Пролог, сцены испано-католической Мексики и Эпилог.
Пролог фильма показывает сцены древней Мексики — храмы, пирамиды. «Сандунга» — идиллическая новелла, повествующая о матриархальной доколониальной Мексике. Сюжет медленно разворачивается вокруг молодой индейской пары. Эту новеллу снимали в Оахаке.
Следующий эпизод является переходом ко второй новелле. Перед зрителем открывается Мексика после захвата испанцами, которые принесли с собой пышные празднества и поклонение пресвятой деве. Эйзенштейну удалось отснять празднование 400-летия чудотворной иконы пресвятой девы Гваделупской — покровительницы Мексики. Он запечатлел здесь и самоистязания кающихся, и шествия пилигримов, и религиозные пляски, и бой быков. К этому эпизоду должен был примыкать неотснятый материал «Фиеста», который задумывался как инсценировка типичного чуда, относящегося к церковному фольклору.
Вторая новелла называется «Магей». Из сока агавы магей делают пульке. Действие происходит на плантации магея в эпоху диктатуры Порфирио Диаса. Перед зрителями предстают картины тяжелой работы пеонов и издевательств над ними. Пьяный гость хозяина асьенды отбирает у пеона Себастьяна любимую девушку. Но тот решился отомстить и при помощи троих друзей сжег хозяйский дом. Но пеонов ловят и подвергают мучительной казни: закапывают по горло в песок и затаптывают лошадьми.
Последняя кульминационная новелла о Мексиканской революции — «Сольдадера» — не была окончена. По замыслу режиссёра она должна была рассказывать историю девушки Панчи, которая в начале повествования представлена зрителю как жена солдата федеральной армии Каррансы. Вместе с другими солдатскими жёнами — сольдадерами, которые готовят для войск еду и ухаживают за ранеными, — она сопровождает мужа в походах. Но после того, как он погибает на поле боя, Панча становится женой врага — солдата, воюющего на стороне Сапаты. Получается, что Панча не только меняет мужа, но и примыкает к другой армии, с которой после её объединения с войсками Вильи вступает в Мехико. Таким образом Панча становится олицетворением самой Мексики, раздираемой братоубийственной войной между различными революционными силам.
В этой новелле должна была закончиться одна из тем фильма — взаимоотношения между мужчиной и женщиной — от безмятежного времяпрепровождения в доколониальную эпоху, борьбы за свои права в эпоху феодализма к борьбе плечом к плечу во время революции.
Последним эпизодом должен был стать Эпилог, посвящённый празднованию Дня мёртвых. Зритель видит парад людей, одетых в костюмы скелетов. Здесь и черепа в треуголках генералов и министров, и черепа в цилиндрах, и скелеты в епископском облачении. Под звуки румбы танцуют люди в масках смерти. Но вот они снимают маски, и мы видим лица детей, батраков, рабочих.

## Судьба мексиканского материала
В 1930 году в Москве пошел слух о том, что Эйзенштейн якобы собирается делать фильм о Троцком. Председатель правления Союзкино Борис Шумяцкий, который, вероятно, и запустил эту утку, стал уговаривать режиссера немедленно вернуться в СССР. Однако Эйзенштейн не спешил возвращаться, пытаясь завершить съемки фильма «Да здравствует Мексика!». 1 декабря 1931 года ответственный секретарь АРРКа Константин Юков направил ему письмо с требованием немедленно вернуться в СССР:

Для того, чтобы мы все не считали Вас дезертиром, перешедшим на службу к американским капиталистам, следует срочно приехать в СССР. Все переговоры об окончании картины и Вашей новой работе, мне думается, лучше провести именно здесь.
В тот же день Борис Шумяцкий послал руководителям Амторга, курировавшим командировку Эйзеншетйна, срочную телеграмму:

Лично Вас информирую, что ввиду невыполнения неоднократных вызывов, инстанция признала всю группу Эйзенштейна невозвращенцами Союзкино. Шумяцкий.
Вскоре Политбюро ЦК ВКП(б) приняло постановление о наказании должностных лиц, отвечавших за финансирование зарубежной командировки Эйзенштейна. До полного завершения работы над фильмом оставалось совсем немного. Но американцы денег не давали. Москва, объявив его невозращенцем, по сути дела, отрезала ему путь домой. В то же время возвращение на родину с пустыми руками не обещало ничего хорошего. В СССР у режиссера оставалась мать. Эйзенштейн решил вернуться, вероятно, надеясь спасти и мать, и фильм. Он рассчитывал на то, что советская власть, которой он так верно и талантливо послужил, не бросит его и выкупит у американцев отснятый материал. «Окончательный монтаж в Москве» – так было озаглавлено первое интервью, опубликованное в день возвращения группы в газете «Вечерняя Москва».
20 мая 1932 года Эйзенштейн и Александров обратились с письмом к Сталину с просьбой принять их для обсуждения ряда предложений, в том числе о целесообразности создания в СССР специального кинопроизводства для США. Но Сталин отказал во встрече, сославшись на занятость. Тогда заместитель председателя правления Союзкино Константин Шведчиков направил Сталину служебную записку с предложением о покупке мексиканского материала. Не затрачивая валюту на завершение работ по фильму за границей, а произведя их в Москве, Союзкино в таком случае могло бы стать совладельцем фильма и получить от его проката 50% всей валютной выручки. На завершение же работ требовалось всего 100 тыс. руб. К докладной записке прилагалось обращение самого Эйзенштейна в правление Союзкино, в котором приводились еще более выгодные варианты при условии быстрого решения вопроса. Однако судьба фильма, судя по всему, уже была предрешена.
Впоследствии чтобы окупить затраты, Эптон Синклер разрешил использование материала за деньги. В разное время из 80 тыс. метров отснятого группой Эйзенштейна материала были смонтированы полнометражные фильмы «Буря над Мексикой» (1933) и «Время под солнцем» (1939). Отдельные кадры были использованы в разных картинах, например, в «Вива, Вилья!». В 1955 году Синклер передал весь негатив фильмотеке Музея современного искусства в Нью-Йорке.
Советские зрители увидели фильм только в 1979 году, когда  материалы поступили в Госфильмофонд СССР, и сорежиссёр Эйзенштейна Григорий Александров смонтировал приближенный к первоначальному замыслу вариант.
В 1998 году российский киновед Олег Ковалов смонтировал из материалов Эйзенштейна свою версию фильма, заметно отличающуюся от версии Александрова. Фильм получил название «Сергей Эйзенштейн. Мексиканская фантазия».

## Фильмы на основе материала Эйзенштейна
- 1933 — Эйзенштейн в Мексике / Eisenstein in Mexico, прод. Сол Лессер
- 1933 — Буря над Мексикой / Thunder Over Mexico, прод. Сол Лессер
- 1934 — День мертвых / Death Day, короткометражный, прод. Сол Лессер
- 1939 — Время под солнцем / Time in The Sun, прод. Мария Сетон
- 1941 — Мексиканская симфония / Mexican Symphony (фильм из шести новелл Mexico Marches, Conquering of Cross, Idol of Hope, Land and Freedom, Spaniard and Indian, Zapotec Village), прод. Белл и Хоуэлл
- 1955 — Мексиканский фильм Эйзенштейна: эпизоды для изучения / Eisenstein's Mexican Film: Episodes for Study, прод. МоМА
- 1968 — Эйзенштейн, Мексика, 1931, короткометражный, реж. Яков Миримов
- 1979 — Да здравствует Мексика! реж. Григорий Александров
- 1996 — Эйзенштейн в Мексике: Вечный круг / Eisenstein en Mexico: El circulo eterno, реж. Алехандра Ислас
- 1998 — Сергей Эйзенштейн. Мексиканская фантазия, реж. Олег Ковалов
- 2006 — Сергей Эйзенштейн: мексиканская болезнь, реж. Игорь Романовский